# Colibri de Fanny
Myrtis fanny
Genre
Espèce
Répartition géographique
Statut de conservation UICN

 LC  : Préoccupation mineure
Statut CITES
Le Colibri de Fanny (Myrtis fanny), anciennement Colibri fanny, est une espèce de colibris présents en Équateur et au Pérou. C'est la seule espèce du genre Myrtis.

## Nomenclature
Son nom est dédié à Françoise ‘Fanny’ Victoire Rosalie Joséphine Gouÿe de Longuemare née Marsy (1796-1873), épouse d'Agathe François Gouÿe de Longuemare.

## Habitat
Ses habitats sont les forêts sèches, ou humides de basses et hautes altitudes, les forêts sèches de broussailles de haute altitude. On la trouve aussi sur les sites d'anciennes forêts lourdement dégradées, dans les zones urbaines et les terres arables.

## Sous-espèces
D'après Alan P. Peterson, cette espèce est constituée des deux sous-espèces suivantes :
- Myrtis fanny fanny  (Lesson, 1838)
- Myrtis fanny megalura  Zimmer, 1953